# チュガチ人

チュガチ人（チュガチじん、英語: Chugach、英語: Chugach Sugpiaqまたは英語: Chugachigmiut）とは、ユピックの一派。とりわけその中でもアルティーク人の一派とされる民族。

## 概要
主に、アラスカの南海岸にあるキナイ半島およびプリンス・ウィリアム湾に居住する。アリュティーク語の方言であるチュガチ方言を話す。